# 熊本県立天草高等学校天草西校
熊本県立天草高等学校天草西校（くまもとけんりつ あまくさこうとうがっこう あまくさにしこう）とは、熊本県天草市にあった県立高等学校の分校である。地元では西高（にしこう）と呼ばれる。

## 沿革
- 1972年
  - 1月1日 - 熊本県立天草高等学校高浜分校として創立
  - 4月1日 - 熊本県立天草高等学校高浜分校開校
- 1974年
  - 2月23日 - 校歌・校章制定
  - 4月1日 - 熊本県立天草西高等学校として独立
- 1975年1月1日 - 校訓制定
- 2001年4月1日 - 天草高等学校の分校となる
- 2002年4月1日 - 文部科学省より中高一貫（連携型）研究開発校の指定を受け、中高一貫教育が本格導入される
- 2004年4月1日 - 文部科学省より中高一貫（連携型）改善充実研究事業の研究指定校となる
- 2012年 - 生徒募集を停止
- 2015年3月31日 - 閉校

## 設置学科
- 全日制
  - 普通科